# Ptychoptera silvicola
Ptychoptera silvicola är en tvåvingeart som beskrevs av Zwyrtek och Rozkosny 1967. Ptychoptera silvicola ingår i släktet Ptychoptera och familjen glansmyggor. Inga underarter finns listade i Catalogue of Life.